# Grote Kanaal (China)
Het Grote Kanaal (Chinees: 大运河; pinyin: dàyùnhé) is een kanaal in China en een van de langste kanalen ter wereld. De oudste gedeeltes zijn 500 jaar voor het begin van de westerse jaartelling aangelegd. Het kanaal verbindt verschillende rivierbekkens en een groot aantal meren met elkaar. Het kanaal is in totaal 1794 kilometer lang. Het staat ook bekend onder de namen Groot Kanaal, Groot Kanaal van China, het Grote Kanaal van China, het Keizerskanaal, het Grote Kanaal Peking-Hangzhou en als Groot Kanaal Beijing-Hangzhou.
Het is door de jaren heen altijd een belangrijke verbinding geweest tussen het noorden en zuiden van het vasteland van China, vooral voor het transport van goederen. Het kanaal is bevaarbaar tussen Hangzhou en Jining.
Het kanaal is opgesplitst in zeven gedeeltes (van zuid naar noord):
- Jiangnan-kanaal
- Li-kanaal
- Zhong-kanaal
- Lu-kanaal
- Zuidelijk Kanaal
- Noordelijk Kanaal
- Tonghui(-rivier)